# Sukaraja I
Sukaraja I is een bestuurslaag in het regentschap Ogan Komering Ulu Selatan van de provincie Zuid-Sumatra, Indonesië. Sukaraja I telt 959 inwoners (volkstelling 2010).